# Maurice de Vlaminck
Maurice de Vlaminck (Parijs, 4 april 1876 - Rueil-la-Gadelière, 11 oktober 1958) was een Frans kunstschilder en graficus. Hij is een belangrijk vertegenwoordiger van de schilderkunst van de 20e eeuw.

## Levensloop
Zijn ouders waren bohemien muzikanten. 
Maurice de Vlaminck begon zijn loopbaan als beroepsmatig wielrenner. In 1896 stopte hij met wielrennen en ging vioolles geven. In 1900 schilderde hij samen met André Derain in de buurt van Parijs. In 1901 bezocht hij een tentoonstelling van Vincent van Gogh in galerie Bernheim. De Vlaminck was erg onder de indruk van deze tentoonstelling. In 1905 sloot hij zich met Henri Matisse en André Derain aan bij Les Fauves (de wilden). Hij exposeerde in 1905 in de Salon d'Automne in Parijs. Dynamische lijnvoering en felle kleuren waren kenmerken van zijn werk. Al in 1908 keerde hij zich af van het fauvisme en begon op impressionistische wijze te werken. 
Vanaf 1918 kwamen er weer meer expressionistische elementen in zijn werk. In deze tijd ging hij in het landelijke Valmondois wonen en later in Rueil-la-Gadelière. Vanaf die tijd vertegenwoordigde hij in zijn boeken en schilderijen een cultuurkritisch standpunt en begon hij de verwoesting van de natuur door de mens en zijn techniek uit te beelden. In zijn schilderstijl speelden licht-donker contrasten vanaf 1918 een steeds grotere rol. De Belgische kunstenaar Albert Saverys (1886-1964), een vriend en tijdgenoot, trad vanaf 1920 eveneens in dit spoor.
In 1955 nam Maurice de Vlaminck deel aan de eerste documenta in Kassel.

## Werk
- The Blue House, 1906
- Barges on the Seine near Le Pecq, 1906
- Still Life with Oranges, 1907
- The Factory, 1903-04
- Autumn Landscape, ca.1905
- Het circus, 1909
- Inondation à Ivry, 1910
- Landscape, ca.1916-17

## Schilderstijl
Zijn werk valt onder het Fauvisme. Zijn stijl werd sterk beïnvloed door Vincent Van Gogh en Paul Cézanne.

## Musea
Schilderijen en grafische werken van Maurice de Vlaminck zijn onder andere te zien in de volgende musea:
- Von der Heydt-Museum in Wuppertal
- Hermitage in Sint-Petersburg
- Musée des Beaux-Arts in Chartres